# 真咲美岐
真咲 美岐（まさき みき、1927年5月2日 - 1982年9月6日）は、日本の女優。兵庫県神戸市東灘区出身。本名は柾木佐予。宝塚歌劇団在籍中の芸名は、真咲 みのる。

## 人物
松蔭女学校中退。宝塚音楽舞踊学校卒業。宝塚歌劇団30期生。
1943年に宝塚歌劇団に入団。「真咲のコミック」と持て囃された男役スターであった。
1956年に宝塚歌劇団を退団。文学座に移籍するが、1963年の喜びの琴事件を契機に三島由紀夫、矢代静一、賀原夏子、南美江、中村伸郎らとともに文学座を脱退。後に浪曼劇場、劇団NLT、劇団昴に所属した。
1982年9月6日、死去。55歳没。

## 出演作品

### 映画
- 大学の石松 女群突破（1957年、東映） - ハル子
- 雌が雄を喰い殺す 三匹のかまきり（1967年、松竹） - 宮川女史
- 激流（1967年、松竹） - 寺田とき
- 花の宴（1967年、松竹） - 丹羽しげ
- 妻と女の間（1976年、東宝） - バー「ミコ」のマダム

### テレビドラマ
- バラと手錠（1956年、NHK）
- 酉歳三番叟（1957年、NTV）
- 部長刑事 第62話「消えたマッチ」（1959年、OTV）
- 現行犯（1959年、MBS）
- 題名のないドラマ（1960年、KR）
- 棺の花（1961年、NTV）
- 事件記者 第99話「黒い凶器」（1962年、NHK）
- 小さな来訪者（1962年、CX）
- 判決 第93話「ゆみ子」（1964年、NET）
- 七人の刑事 第2シーズン（TBS）
  - 第228話「通夜の検証」（1966年）
  - 第314話「論より証拠」（1967年）
- 女が帰るとき（1967年、ABC）
- 特別機動捜査隊（NET・東映）
  - 第277話「春の波紋」（1967年）
  - 第288話「黒い砂漠」（1967年）
  - 第315話「栄光二重奏」（1967年）
  - 第385話「ブルーボーイ」（1969年）
  - 第599話「女房貸します」（1973年）
- 富士に立つ影（1967年、MBS・松竹）
- あゝ同期の桜 第4話「兄弟」（1967年、NET・東映）
- 女だけの海（1967年、NHK）
- 日本剣客伝 第2話「小野次郎左衛門」（1968年、NET・東映）
- 愛のうず潮 第9・10・30話（1968年、NET）
- 色はにおえど 第22話「秋風吹けば」（1968年、NET）
- 剣豪 第2話「新選組のイイ男」（1970年、NET）
- 徳川おんな絵巻 第25話「仮面の女」・第26話「悪霊の城」（1971年、KTV・東映）
- 子連れ狼 (萬屋錦之介版) 第21話「残菊の宿」（1973年、NTV・ユニオン映画）
- 無宿侍 第13話（1973年、CX・国際放映）
- 新宿警察 第22話「新宿・初恋」（1976年、CX・東映）
- がんばれ!!ロボコン 第91話「アセリンコ!夏休みが終っちゃう!!」（1976年、NET・東映）
- 赤い衝撃 第2話「かたき同士の家族」（1976年、TBS・大映テレビ）
- 銀河テレビ小説（NHK）
  - 昭和の青春シリーズ3 春の谷間（1977年）- みつ
- ロボット110番 第30話「ガンガラファイトを取り戻せ」（1977年、ANB・東映）
- 冬の運動会（1977年、TBS・木下恵介プロダクション）
- 連続テレビ小説 おていちゃん（1978年、NHK）
- 十字路 第二部 第3話「南国高知編 結婚しない男と結婚しない女」（1978年、NHK）
- 鳥獣の寺 第4話（1979年、NHK）

### 舞台
- サド侯爵夫人（1965年、劇団NLT・紀伊國屋ホール） - サン・フォン
- 鹿鳴館（1967年、劇団NLT・紀伊国屋ホール）
- 近代能楽集 葵上（1967年、新宿文化プロデュース・アートシアター演劇公演）
- ミュージカル ガラスの仮面（1979年） - 月影千草
- 邪悪姦しい女
- 守銭奴
- 陽気な幽霊

### 吹き替え
- プリズナーNo.6 第8話「死の筋書」（1967年） - No.2（メアリー・モリス）